# Beriotisia
Beriotisia là một chi bướm đêm thuộc họ Noctuidae.

## Các loài tiêu biểu
- Beriotisia copahuensis (Köhler, 1967)
- Beriotisia cuculliformis (Köhler, 1945)
- Beriotisia fueguensis (Hampson, 1907)
- Beriotisia taniae Angulo & Olivares, 1999
- Beriotisia typhlina (Mabille, 1885)